# Erika Kuhlman
Erika Ann Kuhlman (geboren 4. Januar 1961 in Billings (Montana)) ist eine US-amerikanische Historikerin der Frauengeschichte.

## Leben
Erika Kuhlman ist eine Tochter des Unternehmensberaters Paul Theodore Kuhlman und der Dolores Geiss. 
Sie studierte an der University of Montana und erhielt 1987 einen M.A.-Abschluss mit einer Arbeit über finnische Emigranten. Sie wurde 1995 an der Washington State University promoviert. Dort arbeitete sie ab 1998 als Instruktorin für Geschichte. Sie heiratete 1999 den Historiker Kevin R. Marsh, sie haben ein Kind. Kuhlman wurde als Professorin für Geschichte an die Idaho State University berufen. 
Kuhlmans Forschungsschwerpunkt sind die Auswirkungen der Kriege im 20. Jahrhundert auf Frauen. 

## Schriften (Auswahl)
- From farmland to coalvillage : Red Lodge's Finnish immigrants, 1890–1922. Hochschulschrift:  University of Montana, 1987
- Petticoats and White Feathers: Gender Conformity, Race, the Progressive Peace Movement, and the Debate Over War. Greenwood Press, Westport, Conn., 1997
- „Women's Ways in War“: The Feminist Pacifism of the New York City Woman's Peace Party, Frontiers 18(1)(1997): S. 80–100
- A to Z of women in world history. Facts On File, New York, 2002
- Reconstructing Patriarchy after the Great War: Women, Gender, and Postwar Reconciliation between Nations. Palgrave Macmillan, New York, 2008
- Of Little Comfort: War Widows, Fallen Soldiers, and the Remaking of the Nation after the Great War. New York, NY : New York Univ. Press, 2012
- The International migration of German great war veterans. New York : Palgrave Macmillan, 2016